# Listă de lacuri de acumulare și baraje din România

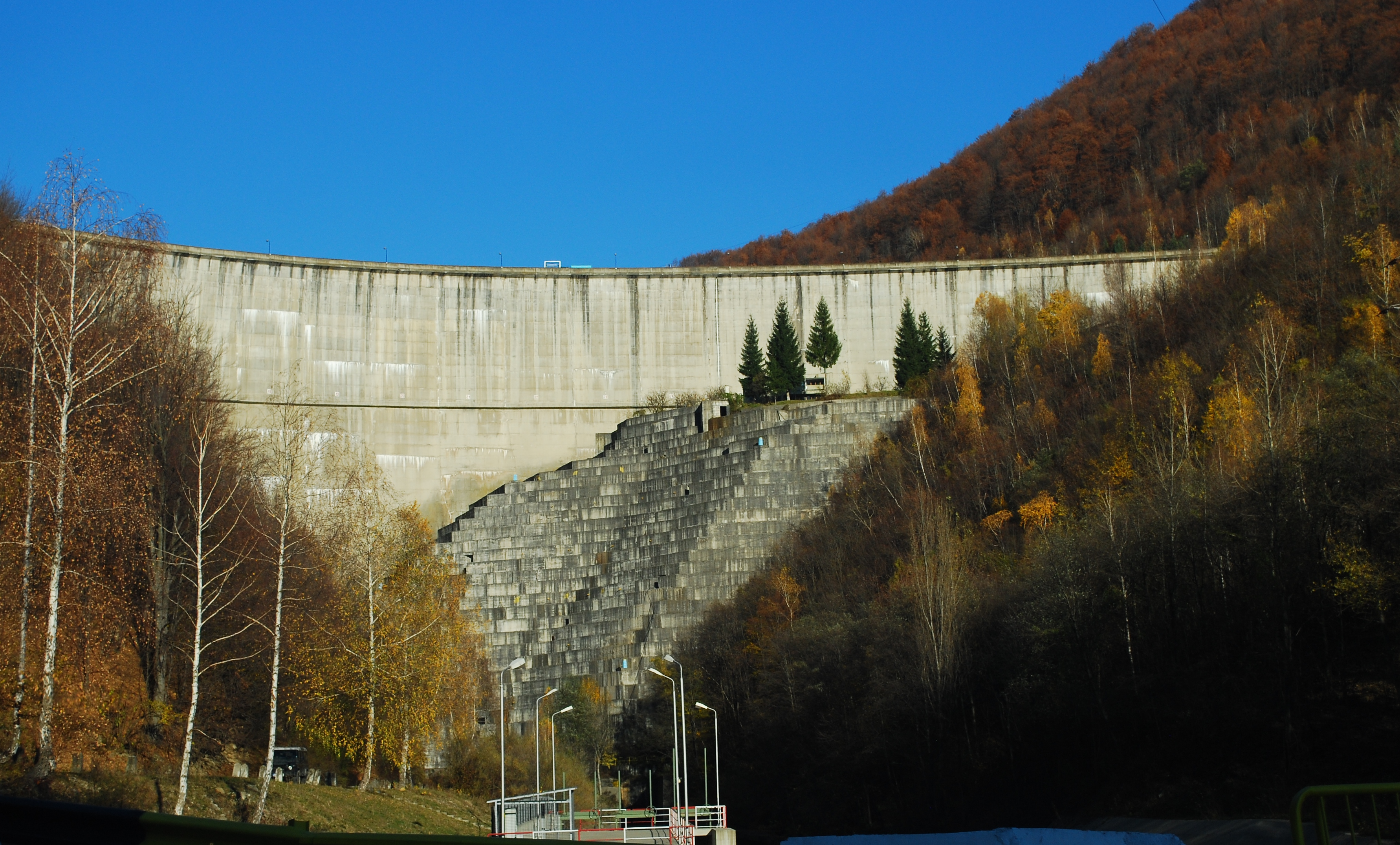
Barajul Lacul Paltinu

Aceasta este o listă de  lacuri de acumulare și baraje din România. În România există peste 3.450 de lacuri, suprafața acestora fiind de aproximativ 2.620 km², reprezentând circa 1,1 % din suprafața totală a țării.

## A
- Abrămuț-Crestur
- Adunați
- Albiș I
- Alexandria I
- Andrid
- Arcești
- Aroneanu
- Arpașu
- Avrig

## B
- Bacău
- Beliș
- Baciu
- Balindru
- Barca
- Bascov
- Băbeni
- Bălăușeri
- Băneasa
- Belci
- Benești
- Berdu
- Berești
- Bezid
- Bilciurești
- Bodi I
- Bodi II
- Bodi-Ferneziu
- Bolboci
- Brădeni
- Brădișor
- Brătești
- Bucecea
- Buciumeni Ilfov
- Budeasa
- Buftea
- Buhui
- Bungetu I
- Bungetu II
- Butin

## C
- Cadar Duboz
- Cal Alb
- Caracal
- Carasău
- Câineni
- Călimănești
- Călimănești Siret
- Călinești Oaș
- Câmpeni
- Cândești
- Cărand-Răpsig
- Cârlig
- Cătămărăști
- Căzănești
- Cerbureni
- Cerna închidere
- Cerna principal
- Cernica
- Chier
- Chirița
- Cinciș
- Cireșu
- Ciurbești
- Ciurea
- Ciutelec
- Clocotiș
- Clucereasa
- Colibița
- Copșa Mică
- Cornereva
- Cornetu
- Cornetu Olt
- Cosmești
- Cotorca
- Crângeni
- Cucuteni
- Cugir
- Cuibul Vulturilor
- Cumpănița
- Curtea de Argeș
- Curțisoara

## D
- Dăești
- Deva Mintia
- Dobrești Oradea
- Dobroneagu
- Dopca
- Dorobanț
- Dragomirna
- Drăgan
- Drăgănești
- Drăgășani
- Dragulea
- Dridu [1]
- Dobrești

## E
- Ezăreni

## F
- Făcău
- Fâneața Vacilor
- Fântânele
- Feneș
- Floreasca
- Florești II
- Frăsinet
- Frumoasa
- Frunzaru
- Fundulea

## G
- Galbeni
- Galbenu
- Gârleni
- Gheorghe Doja
- Gherteniș
- Gilău
- Gogoșu
- Golești
- Govora
- Gozna
- Grădinari
- Gura Apelor
- Gura Lotru
- Gura Râului
- Gurbănești

## H
- Hațeg
- Hălceni
- Herăstrău
- Herculane

## I
- Ianova
- Iezer
- Ighiș
- Ijdileni
- Ionești
- Ipotești
- Ișalnița
- Izbiceni
- Izvorin
- Izvorul Muntelui

## J
- Jidoaia

## L
- Lacu Morii
- Leșu
- Lighet
- Lilieci
- Lișova
- Lotrioara
- Lugașu
- Lunca Mare

## M
- Marghita
- Mălaia
- Mănăștur
- Măneciu
- Mânjești
- Mărăcineni
- Măriuța
- Mesteacănul
- Mihăileni -
- Mihăilești
- Mihoești
- Mileanca
- Moroieni
- Moșna
- Motru
- Movileni
- Murani

## N
- Negovanu
- Negreni
- Nemșa
- Nistru

## O
- Oașa
- Obrejii de Căpâlna
- Oești
- Ogrezeni
- Oravița Mare
- Oravița Mică
- Ostrovul Mic
- Otomani
- Oteloaia

## P
Pârcovaci
- Paltinu
- Pantelimon
- Păclișa
- Pângărați
- Pecineagu
- Pereschiv
- Petrești
- Petrimanu
- Piatra Neamț
- Pișchia
- Pitești Prundu
- Plopi
- Podu Iloaiei
- Poiana Mărului
- Poiana Uzului
- Popeni
- Porțile de Fier I
- Porțile de Fier II
- Pucioasa
- Pușcași

## R
- Racova
- Răcăciuni
- Râmnicu Vâlcea
- Râpa Albastră
- Râureni
- Râușor
- Rediu
- Rîșca Mică
- Robești
- Rogojești
- Rovinari
- Runcu
- Rusănești

## S
- Sadu Gorj
- Sadu II
- Salcia
- Satchinez
- Săcele
- Sălacea
- Sălătig
- Săltănești
- Săsciori
- Sânmihaiu Român
- Sârca
- Scoreiu
- Scropoasa
- Secu
- Secuieu
- Silagiu
- Siriu
- Slatina
- Solești
- Someșul Cald
- Someșul Rece
- Stânca Costești
- Strachina
- Strâmtori
- Strejești
- Sulița
- Suceava

## Ș
- Șomuz II Moara
- Șuta

## T
- Tansa Belcești
- Tarnița
- Tașca Bicaz
- Tămașda
- Târgu Jiu
- Tău
- Tăuț
- Tei
- Tileagd
- Timiș Trei Ape
- Tismana Aval
- Topolovăț
- Trohan
- Tungujei
- Turceni
- Tureni
- Turnu

## U
- Udrești

## V
- Vaduri
- Vaja
- Valea de Pești
- Valea Seacă
- Văcărești
- Vădeni
- Vâlcele
- Văliug
- Vâlsan
- Vânători
- Vărădia
- Vârful Câmpului
- Vârșolț
- Vidra
- Vidraru
- Viștea
- Vlădești
- Voila Olt
- Voila Teleajen
- Vorniceni

## Z
- Zăvideni
- Zăvoiul Orbului
- Zerind
- Zervești
- Zetea
- Zigoneni